# 瓦達伊戰爭

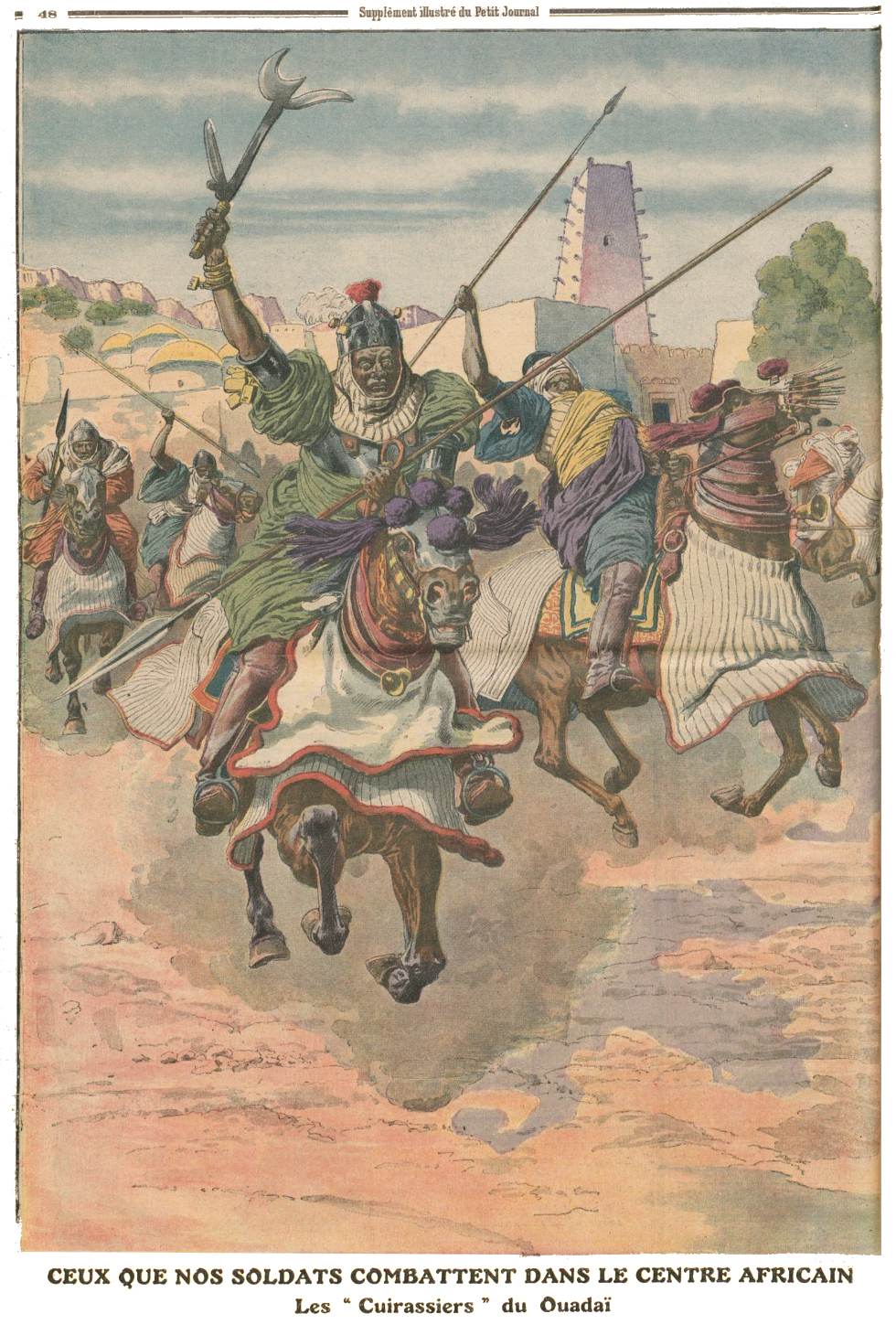
瓦達伊戰爭

瓦達伊戰爭是法兰西第三共和国及其非洲盟国于1906年至1912年间对瓦達伊王國及其盟国发动的战争。1909年，瓦達伊王國首都阿贝歇被法國佔領，瓦達伊王國國王逃亡別處，並且和盟国繼續抵抗法國。不過最後瓦達伊王國國王于1911年向法國投降。瓦達伊王國最后一次大規模反法暴動于1912年被镇压。